# 宁波市奉化区中医医院
宁波市奉化区中医医院，是中国浙江省宁波市奉化区的一所公立中医院，前身为1956年由城关第一联合诊所、城关第二联合诊所合并设立的大桥联合诊所，1957年迁至广平路，1966年牙科联合诊所并入，1983年更名为大桥镇卫生院，1984年更名为大桥医院，1987年更名为奉化县中医院，1988年随奉化撤县设市更名为奉化市中医院:754-755，1995年迁入中山路22号:1267，2016年随奉化撤市设区改为现名，2022年12月5日迁入现址，为三级甲等医院。